# Картер, Неста
Неста Картер (англ. Nesta Carter, род. 11 октября 1985) — ямайский легкоатлет, бегун на короткие дистанции, специализируется в беге на 100 метров. Олимпийский чемпион 2012 года в эстафете 4×100 метров в составе сборной Ямайки. Также выиграл олимпийское золото в эстафете в 2008 году, но в 2017 году Картер и вся сборная Ямайки были лишены этой победы после перепроверки допинг-пробы Картера, которая дала положительный результат.
На чемпионате мира 2011 года в составе сборной Ямайки вместе с Майклом Фрэйтером, Йоханом Блейком и Усэйном Болтом установил мировой рекорд в эстафете 4×100 метров — 37,04 с.
На чемпионате мира 2012 года в помещении стал серебряным призёром на дистанции 60 метров, показав результат 6,54 с.
На летних Олимпийских играх 2012 года в Лондоне в составе сборной Ямайки вместе с Майклом Фрэйтером, Йоханом Блейком и Усэйном Болтом установил мировой рекорд в эстафете 4×100 метров — 36,84 с.
Серебряный призёр чемпионата мира среди юниоров 2004 года в эстафете 4×100 метров. Стал бронзовым призёром и победителем  чемпионата мира по лёгкой атлетике 2013 соответственно в беге на 100 м с результатом 9,95 и в эстафете 4×100 метров в составе сборной Ямайки с результатом 37,36.

## Достижения
Бриллиантовая лига
- 2010:  Qatar Athletic Super Grand Prix – 9,88
- 2010:  Memorial Van Damme – 9,85
- 2011:  Prefontaine Classic – 9,92
- 2011:  Aviva British Grand Prix – 9,93
- 2011:  Herculis – 9,90
- 2011:  London Grand Prix – 10,01
- 2011:  Memorial Van Damme – 9,89
- 2012:  Shanghai Golden Grand Prix – 10,16
- 2012:  London Grand Prix – 10,13
- 2012:  DN Galan – 10,06
- 2012:  Athletissima – 9,95
- 2012:  Weltklasse Zürich – 9,95
- 2012:  Memorial Van Damme – 9,96
- 2013:  Qatar Athletic Super Grand Prix – 9,99
- 2013:  Sainsbury’s Grand Prix – 9,99
- 2013:  London Grand Prix – 9,99
- 2013:  Memorial Van Damme – 9,94
- 2014:  Shanghai Golden Grand Prix – 10,12
- 2014:  Golden Gala – 10,02
- 2014:  Adidas Grand Prix – 10,09
- 2014:  Glasgow Grand Prix – 9,98
- 2014:  DN Galan – 9,96

## Личные рекорды
- 100 метров — 9,78
- 200 метров — 20,25
- 60 метров — 6,49
- 50 метров — 5,67

## Допинговый скандал
В июне 2016 года стало известно, что после перепроверки анализов Олимпиады 2008 года 
в допинг-пробе спортсмена было обнаружено запрещённое вещество метилгексанамин.
МОК лишил сборную Ямайки, в том числе Усэйна Болта, золотых медалей Олимпиады 2008 в Пекине за победу в мужской эстафете 4×100 метров, после того как выяснилось, что повторный анализ проб Несты Картера выявил следы запрещённого препарата метилгексанамина.